# 熊本市立東町中学校
熊本市立東町中学校（くまもとしりつ ひがしまちちゅうがっこう）は、熊本県熊本市東区東町四丁目にある市立中学校。グラウンドは熊本市立健軍東小学校と共有である。

## 沿革
- 1982年（昭和57年）
  - 4月1日 - 熊本市立錦ヶ丘中学校より分離し開校
  - 4月9日 - 第一回入学式（新入生281名）
  - 7月16日 - 東町中学校保護者の会設立
  - 10月25日 - 本校新校舎、体育館竣工
  - 10月31日 - 錦ヶ丘中学校より新校舎へ移転
  - 11月1日 - 新校舎開校
- 1983年（昭和58年）
  - 10月25日 - 森喜朗文部大臣本校視察
- 1985年（昭和60年）
  - 5月10日 - 昭和天皇奉迎
- 1986年（昭和61年）
  - 9月9日 - 皇太子・皇太子妃奉迎
- 1988年（昭和63年）
  - 8月21日 - 全国中体連バドミントン女子ダブルス出場（8位）
  - 11月17日 - 第25回全九州中学校進路指導研究大会発表会
- 1989年（平成元年）
  - 11月1日 - 生徒数1206名（開校以来最大となる）

## 校区紹介
健軍東1 - 6町内、健軍団地、健軍東ビラノーバ、東町1 - 7町内、校区内緩衝地区として山ノ内3・4町内がある。また、校区外緩衝地区として、東本町1・11、健軍3丁目51・52がある。生活環境は、公務員住宅をはじめとする集合住宅が多くある。

## 歴代校長
- 初代    林田 光
- 2代    橋本 一雄
- 3代    荒金 錬一
- 4代    吉野 邦昭
- 5代    荒木 節夫
- 6代    宗 裕彰
- 7代    河津 巌
- 8代    上田 長利
- 9代    宇藤 元文
- 10代    平井 智憲
- 11代    土田 好次
- 12代    日永 信夫
- 13代    園村 静夫
- 14代    香山 悟
- 15代    諏訪園 勉

## 常任委員会
- 生徒会本部
- 1年学級委員会
- 2年学級委員会
- 3年学級委員会
- 美化委員会
- 生活委員会
- 保健委員会
- 緑化委員会
- 給食委員会
- 体育委員会
- 図書委員会
- 放送文化委員会
- リサイクル委員会

### 機関
- 生徒総会
- 生徒議会
- 本部役員会
- 執行部会
- 常任委員会
- クラス議会
- 選挙管理委員会
- 学級委員長会

### 運動部
- 女子バレーボール部
- 男子バスケットボール部
- 女子バスケットボール部
- サッカー部
- 男子ソフトテニス部
- 女子ソフトテニス部
- 男子バドミントン部
- 女子バドミントン部
- 卓球部
- 野球部
- 陸上部
- 剣道部

### 文化部
- 合唱部
- 美術部

## 著名な出身者

### 音楽
- 黒木健太（TSUKEMEN）

## 学校周辺
- 熊本県立第二高等学校
- 熊本県立盲学校
- 熊本県立熊本聾学校
- 熊本東区役所
- 熊本東警察署
- 熊本東消防署
- 熊本東税務署
- 税務大学校
- 熊本運輸支局
- 自衛隊熊本病院
- 陸上自衛隊西部方面総監部